# Wonder Woman (película de 2009)
Wonder Woman (conocida en español como La mujer maravilla) es una película de superhéroes animada directamente para vídeo del año 2009 centrada en la superheroína del mismo nombre. La trama de la película se basa libremente en el reinicio del personaje de George Pérez, específicamente el ciclo Gods and Mortals que comenzó el segundo volumen del personaje en 1987. Es la cuarta en la línea DC Universe Animated Original Movies lanzada por Warner Premiere y Warner Bros. Animation.
La película está dirigida por Lauren Montgomery, quien dirigió el segundo acto de Superman: Doomsday e hizo trabajo de guion gráfico para Justice League: The New Frontier, y escrito por Gail Simone y Michael Jelenic. Al igual que con todos los lanzamientos anteriores de esta línea de películas, está producida por el aclamado veterano de la animación de DC Comics Bruce Timm.

## Argumento
Hace siglos, las amazonas, una raza orgullosa y feroz de mujeres guerreras, encabezada por la reina Hipólita (voz de Virginia Madsen), luchó contra Ares (voz de Alfred Molina), el dios de la guerra, y su ejército. Durante la batalla, Hipólita decapitó a su hijo, Thrax (voz de Jason Miller), que Ares concibió a la fuerza con ella, y luego derrotó al propio dios de la guerra. Zeus (voz de  David McCallum), sin embargo, le impidió matar a Ares. En su lugar, Hera (voz de Marg Helgenberger), ató sus poderes con unos brazaletes mágicos de modo que fue privado de su capacidad de obtener energía del aura de la violencia y muerte que podía instigar, y sólo otro dios podría ponerlo en libertad. En compensación, se les concedió a las amazonas la isla de Themyscira, donde podrían ser eternamente jóvenes y aisladas del mundo de los hombres, en el curso de su deber de mantener a Ares prisionero por toda la eternidad. Más tarde, a Hipólita se le concedió una hija, la princesa Diana (voz de Keri Russell), a quien formó con la arena de la orilla del mar y le dio vida con su propia sangre.
Más de un milenio después, un piloto de combate estadounidense llamado Steve Trevor (voz de Nathan Fillion), es derribado y aterriza en la isla, donde pronto entra en conflicto con la población amazónica, incluyendo la guerrera y agresiva Artemisa (voz de Rosario Dawson). Steve y Diana se encuentran y luchan, y ella lo derrota, llevándolo a las amazonas. Hipólita decide que él debe regresar a su hogar. Diana se ofrece voluntaria, pero es asignada para hacer guardia en la celda de Ares en su lugar ya que su madre afirma que ella no tiene la suficiente experiencia para hacer frente a los peligros del mundo exterior. Diana desafía a su madre y, con el rostro oculto por un casco y su guardia cubierta por su hermana Alexa (voz de Tara Strong), amazona aficionada a la lectura pero de buen corazón, gana el derecho a llevar a Trevor de vuelta a su hogar.
Mientras tanto, la amazona Perséfone (voz de Vicki Lewis), que se enamoró de Ares, lo libera, matando a Alexa en el proceso. Con la tarea adicional de capturar a Ares, Diana lleva a Trevor a la ciudad de Nueva York, donde se ofrece voluntario para ayudarla. Una investigación descubre un patrón de violencia creado por la presencia de Ares que llevará a él tras cierto tiempo, y la pareja va a un bar mientras esperan. Después de un consumo excesivo de alcohol, Trevor flirtea con Diana. Ellos discuten en el exterior, pero son atacados por matones primero y luego el semidiós Deimos (voz de John DiMaggio). Deimos se suicida para evitar ser interrogado, pero Diana y Steve encuentran una pista en su cuerpo que los lleva a un templo secreto griego, custodiado por los adoradores de Ares.
Una vez allí, Diana trata de doblegar a Ares, pero él convoca arpías que amenazan con matarla, provocando que Trevor la salve en lugar de parar a Ares. Mientras tanto, Ares realiza un sacrificio para abrir una puerta al inframundo donde persuade a su tío Hades (voz de Oliver Platt) para quitarle los brazaletes (aunque Hades no le dice a Ares que el costo de quitarle los brazaletes finalmente resultaría en su muerte en combate). Más tarde, Diana recupera la conciencia y está furiosa de que Trevor la salvase en lugar de parar a Ares. Trevor discute con ella criticando el aislamiento auto-impuesto de las Amazonas y sus generalizaciones acerca de los hombres, y revela lo mucho que se preocupa por ella.
Ares y su ejército ataca Washington D. C. Trevor y Diana llegan para luchar contra Ares y pronto se unen las amazonas. Ares consigue convocar a las amazonas muertas del inframundo para luchar contra sus propias hermanas, su plan es detenido por Alexa, ahora miembro del ejército no-muerto, que revela a Artemisa un canto que anula el control de Ares sobre ellas. Las no-muertas entonces luchan contra Ares pero son destruidas por sus poderes. Mientras Alexa abandona el mundo de los vivos en los brazos de Artemisa, esta última le promete que retomara la afición por la lectura para honrar su memoria. Por otro lado, Hipólita se enfrenta a Perséfone en el combate, hasta que finalmente la apuñala en el pecho, matándola. En su último aliento y en medio de su agonía, Perséfone le menciona a Hipólita que en el aislamiento de las amazonas lejos del mundo de los hombres, les ha negado la oportunidad de vivir como mujeres, lo cual hace que Hipólita recapacite y le pide perdón a Perséfone.
Mientras tanto, el Presidente (voz de Rick Overton) está influenciado por el poder de Ares y ordena un misil nuclear contra Themyscira presuponiendo que es la fuente de los problemas. Este acto de agresión aumenta el poder supremo de Ares, pero Trevor lleva el jet invisible y derriba el misil justo antes de que llegue a la isla. Finalmente, después de una brutal paliza a manos de Ares, Diana finalmente burla su ataque y lo decapita en el acto, matándolo. Posteriormente, Ares es condenado al inframundo para asistir a Hades como esclavo junto a su hijo.
Más tarde en Themyscira, Hipólita se da cuenta de que Diana echa de menos el mundo exterior y a Trevor, y para hacerla feliz otra vez, ella encarga a su hija convertirse en diplomática de las amazonas. Diana acepta y regresa al mundo de los hombres, donde disfruta de la compañía de Trevor y asume la identidad secreta de Diana Prince. Sin embargo, su relación llega con la comprensión de sus deberes más grandes, como cuando Diana ve a Cheetah robando un museo y se excusa para detener a la supervillana como la Mujer Maravilla.

## Reparto
- Keri Russell[5] como Princesa Diana de Themyscira / Diana Prince / Wonder Woman.
- Nathan Fillion[6] como Steve Trevor.
- Alfred Molina[7] como Ares.
- Rosario Dawson[7] como Artemisa.
- Marg Helgenberger[8] como Hera.
- Oliver Platt[9] como Hades.
- Virginia Madsen[7] como Hipólita.
- Skye Arens como una niña.
- John DiMaggio como Deimos y un hombre sin hogar.
- Julianne Grossman como Etta Candy.
- Vicki Lewis[9] como Perséfone.
- David McCallum[10] como Zeus.
- Jason Miller como Thrax y el líder de una banda callejera.
- Rick Overton como Slick y el presidente de los Estados Unidos.
- Andrea Romano como un asesor del presidente.
- Tara Strong como Alexa.
- Bruce Timm como un atacante.

## Curiosidades
- Los actores Keri Russell y Nathan Fillion, quienes hacen las voces de los protagonistas (en la versión en inglés) vuelven a trabajar juntos tras participar anteriormente en la película Waitress (La Camarera, en Hispanoamérica) en 2007.